# Akhand Bharat

Carte de lAkhanda Bhārata, au sens large.

Akhand Bharata (ou Akhand Hindustan) sont des termes irrédentistes qui signifient littéralement « Inde indivise » ou « Inde indivisée »,. Les partisans de cette notion veulent réunifier le sous-continent indien, annulant la partition de l’Inde de 1947 entre l’Inde et le Pakistan. Dans une définition plus large, l'Akhand Bharat comprend également l’Afghanistan, le Bangladesh, le Népal, le Bhoutan, le Tibet, le Sri Lanka et le Myanmar (Birmanie), en raison de leurs liens historiques étroits avec le pays et les anciens royaumes indiens qui les entouraient.

## Histoire
Mazhar Ali Khan a écrit que « les frères Khan [étaient] déterminés à se battre pour l'Akhand Hindustan et ont invité la Ligue à se battre contre le problème devant l'électorat de la province »  Les 7 et 8 octobre 1944, Radha Kumud Mukherjee présidait à Delhi la Conférence des dirigeants Akhand Hindustan..

## Défenseurs contemporains
L'appel à la constitution du Akhand Bharat est épisodiquement repris par des organisations culturelles et politiques prônant l'Hindutvawadi telles que le Hindu Mahasabha, Rashtriya Swayamsevak Sangh (RSS), Vishwa Hindu Parishad, hindou Janajagruti Samiti et le parti Bharatiya Janata,,,.
[citation nécessaire]
Alors que les dirigeants du BJP, grand parti de droite, ont une position fluctuante sur la question, le RSS a toujours été un fervent partisan de cette idée, Le livre de HV Seshadri, leader de RSS, The Tragic Story of Partition, souligne l’importance du concept d’Akhand Bharat. Le magazine Organizer, affilié au RSS, publie souvent des éditoriaux de leaders tels que l'actuel Sarsanghachalak, Mohan Bhagwat, qui affirme que seuls Akhand Bharat et sampoorna samaj (société unie) peuvent apporter une "vraie" liberté au peuple indien..